# Francois Esterhuizen
Francois Esterhuizen (* 9. Juni 1988) ist ein ehemaliger südafrikanischer Eishockeyspieler, der seine Spielerkarriere bei den Durban Sharks verbrachte.

## Karriere
Francois Esterhuizen spielte seine gesamte Karriere für die Durban Sharks in einer regionalen Eishockeyliga.

### International
Im Juniorenbereich spielte Esterhuizen für den südafrikanischen Nachwuchs bei den U18-Weltmeisterschaften 2004 und 2006 in der Division III und 2005 in der Division II sowie bei den U20-Weltmeisterschaften der Division III 2005 und 2008. In der Herren-Nationalmannschaft spielte er bei den Weltmeisterschaften 2008 und 2010 in der Division III. Dabei gelang mit Platz zwei beim Turnier 2008 in Luxemburg hinter Nordkorea der Aufstieg in die Division II.

## Erfolge und Auszeichnungen
- 2004 Aufstieg in die Division II bei der U18-Weltmeisterschaft der Division III
- 2008 Aufstieg in die Division II bei der Weltmeisterschaft der Division III